# 林念修
林念修（1963年10月—），男，汉族，山东栖霞人，中华人民共和国政治人物。西北电讯工程学院（西安电子科技大学）技术物理系半导体物理与器件专业毕业，吉林大学经济管理学院政治经济学专业在职研究生学历，经济学硕士学位，工程师。

## 生平
1983年12月加入中国共产党。1984年8月参加工作，历任机械电子工业部电子行业发展司规划处副处长、国家计委办公厅秘书等职务，负责保障曾培炎。2002年4月，任国务院信息化工作办公室综合组组长。2003年12月，任国务院办公厅正局级秘书。2007年4月，任国家能源领导小组办公室副主任。
2007年12月，任广西壮族自治区人民政府副主席。2011年11月，任中共广西壮族自治区党委常委。2014年3月，任国家发展和改革委员会党组成员、副主任。2023年4月，《星岛日报》报道，林念修被降級為副司級巡視員，提前退休。2023年5月，由國務院免去国家发展和改革委员会副主任职务。